# 萩原直之
萩原 直之（はぎわら なおゆき、1890年（明治23年）9月10日 - 1944年（昭和19年）1月21日）は、大日本帝国陸軍軍人。最終階級は陸軍少将。功三級。

## 経歴
1890年（明治23年）に東京府で生まれた。陸軍士官学校第24期卒業。1938年（昭和13年）7月15日に陸軍歩兵大佐進級と同時に第12軍司令部附となり、日中戦争に出動した。1940年（昭和15年）3月に歩兵第59連隊長に転じ、1941年（昭和16年）12月に仙台陸軍幼年学校長に就任して1942年（昭和17年）8月に陸軍少将に進級した。
1943年（昭和18年）2月15日に第19歩兵団長（朝鮮軍・第19師団）に就任したが、8月2日に第19師団司令部附となり、10月29日に待命、10月30日に予備役に編入された。